# Jan Liesen
Jan Liesen (Johannes Wilhelmus Maria Liesen), né le 17 septembre 1960 à Oosterhout dans la province du Brabant-Septentrional, est un prélat néerlandais, évêque de Breda depuis le 26 novembre 2011.

## Biographie
Jan Liesen naît dans une famille paysanne du Brabant-Septentrional. Il étudie de 1978 à 1983 au séminaire de Kerkrade et il est ordonné prêtre en 1984. Il étudie de 1985 à 1990 à l'Institut biblique pontifical de Rome et de Jérusalem. Il reçoit son doctorat en 1998. Sa thèse porte sur le Siracide. Il enseigne à partir de 1990 l'exégèse biblique du Nouveau Testament et la Bible hébraïque au Groot Seminarie de l'abbaye de Rolduc.. Depuis 1996, il est également bibliothécaire de la bibliothèque de l'abbaye. Jan Liesen enseigne de 2000 à 2003 la Bible hébraïque et l'éxégèse au séminaire diocésain de Haarlem, puis au séminaire diocésain de Bois-le-Duc.
Jan Liesen est membre de la commission théologique internationale depuis 2004. En 2010, il est nommé par Benoît XVI évêque titulaire de Tunnuna (de) et reçoit la consécration épiscopale à Bois-le-Duc des mains de Mgr Antoon Hurkmans, le 18 septembre 2010. Il est nommé onzième évêque du diocèse de Breda le 26 novembre 2011, succédant à Mgr van den Hende. Il arrive dans un diocèse particulièrement touché par l'effondrement du catholicisme et qui sur plus d'un million d'habitants ne concerne qu'une dizaine de milliers de pratiquants réguliers.
Mgr Liesen a publié plusieurs ouvrages d'exégèse.

## Source
- (de) Cet article est partiellement ou en totalité issu de l’article de Wikipédia en allemand intitulé « Jan Liesen » (voir la liste des auteurs).